# Yushuiqu (ort i Kina, Jiangxi Sheng, lat 27,80, long 114,94)
Yushuiqu är en ort i Kina. Den ligger i provinsen Jiangxi, i den sydöstra delen av landet, omkring 130 kilometer sydväst om provinshuvudstaden Nanchang. Antalet invånare är 839 488. Befolkningen består av 399 363 kvinnor och 440 125 män. Barn under 15 år utgör 18,0 %, vuxna 15-64 år 73 %, och äldre över 65 år 7,0 %.
Runt Yushuiqu är det tätbefolkat, med 383 invånare per kvadratkilometer. Närmaste större samhälle är Xinyu, 9,8 km väster om Yushuiqu. Trakten runt Yushuiqu består till största delen av jordbruksmark.
Genomsnittlig årsnederbörd är 2 315 millimeter. Den regnigaste månaden är maj, med i genomsnitt 349 mm nederbörd, och den torraste är oktober, med 28 mm nederbörd.